# Liacarus kilchini
Liacarus kilchini är en kvalsterart som beskrevs av Choi 1985. Liacarus kilchini ingår i släktet Liacarus och familjen Liacaridae. Inga underarter finns listade i Catalogue of Life.